# Guido Quaroni
Guido Quaroni (Pavia, 9 novembre 1967) è un effettista e doppiatore italiano.
Artista degli effetti speciali e supervisore tecnico, ha lavorato a molti dei lungometraggi dei Pixar Animation Studios, inclusi Toy Story 2 - Woody e Buzz alla riscossa, Monsters & Co., Cars - Motori Ruggenti e Toy Story 3 - La grande fuga.

## Biografia
Quaroni frequentò la facoltà di Ingegneria Elettronica presso il Politecnico di Milano  dal 1987 al 1992, per poi iniziare a lavorare alla prima versione di Solidthinking, un software per la modellazione 3D ed il rendering, basato sulle NURBS, sulla piattaforma NeXT, per il quale vinse il premio di miglior nuova applicazione della categoria "CAD e 3D" alla NeXTWORLD EXPO di San Francisco del 1993.
Nel 1996 Quaroni fece domanda per una posizione presso la Pixar, durante la SIGGRAPH di New Orleans. Venne assunto l'anno successivo e, dopo essersi trasferito negli Stati Uniti, cominciò a lavorare come direttore tecnico su Toy Story 2 - Woody e Buzz alla riscossa. Nel 2000 venne promosso a supervisore delle sequenze di Monsters & Co., lavorando alle simulazioni dinamiche, agli effetti speciali e dedicando molti degli sforzi del reparto sulla realizzazione della pelliccia di Sulley. Dopo il completamento del film, Quaroni venne messo a capo della divisione ricerca e sviluppo con il compito di ideare nuovi software. Nel frattempo, collaborò alla pellicola Cars - Motori ruggenti come doppiatore del personaggio di Guido, aiutando la troupe a tradurre i dialoghi del personaggio in italiano; il ruolo di doppiatore venne da lui ricoperto anche nel sequel, Cars 2 e nella serie animata derivata Cars Toon - Le incredibili storie di Carl Attrezzi. Nel 2007, riprese il suo ruolo di supervisore e direttore tecnico per il film Toy Story 3 - La grande fuga, carica che gli venne affidata anche nel sequel di Monsters & Co., Monsters University.

## Filmografia parziale

### Supervisore tecnico
- Toy Story 2 - Woody e Buzz alla riscossa (1999)
- Monsters & Co. (2001)
- Cars - Motori ruggenti (2006)
- Toy Story 3 - La grande fuga (2010)
- Cars 2  (2011)
- Monsters University  (2013)

### Doppiatore
- Monsters & Co. (2001)
- Cars - Motori ruggenti (2006)
- Cars 2 (2011)
- Cars 3 (2017)

## Riconoscimenti
- BAFTA
  - 2011 – Candidatura per i migliori effetti speciali per Toy Story 3 - La grande fuga

## Doppiatori italiani
- Alex Zanardi in Cars - Motori ruggenti, Cars 2, Cars 3
- Danilo De Girolamo Cars - Motori ruggenti (doppiaggio spagnolo, sia europeo che  sudamericano)